# Жёлтые Дворики
Жёлтые Дворики — упразднённая в 1987 году деревня  в Задонском районе Липецкой области России. На момент упразднения входила в состав Тимирязевского сельсовета. 

## География
Располагалась в пределах Среднерусской возвышенности, вблизи одной из вершин балки Озёрный Выгон,  в южной части Липецкой области, в западной части Задонского района, восточнее федеральной трассы М4 «Дон», на расстоянии примерно (по прямой) в 1 км к югу от поселка Тимирязев.

## История
Исключена из учётных данных в июле 1987 года.